# 井上正春
井上 正春（いのうえ まさはる）は、江戸時代後期の大名、老中。陸奥国棚倉藩主、上野国館林藩主、遠江国浜松藩主。官位は従四位下・河内守、侍従。浜松藩井上家9代。

## 生涯
文化3年（1805年）、浜松藩主・井上正甫の長男として誕生するが、正甫の醜聞が原因で、井上家は文化14年（1817年）に陸奥棚倉藩へ懲罰的に移封された。棚倉藩主・小笠原長昌は九州の肥前国唐津藩に転封となり、浜松にはそれまでの唐津藩から江戸に近い位置への転封を目論んでいた水野忠邦が代わって入り、以降幕閣で出世していくこととなる（三方領知替え）。
文政3年（1820年）に家督を相続。幕府においては奏者番、寺社奉行、大坂城代を手堅く務める。
天保7年（1836年）、仙石騒動や竹島事件が原因で老中であった石見国浜田藩主・松平康任が永蟄居を命じられ、家督を継いだ次男・康爵が浜田から陸奥棚倉に懲罰転封とされ、上野国館林藩主・松平武厚が浜田へ、棚倉藩の正春が上野館林藩に入る（三方領知替え）。
天保11年（1840年）、西の丸老中に任じられるが、天保13年（1843年）に辞任した。

### 浜松への復帰
弘化2年（1845年）、天保の改革に関する政治抗争により、浜松藩主で老中首座の水野忠邦は減封および強制隠居・謹慎が命じられた上、子の忠精と共に懲罰的に出羽国山形に左遷された。これにより、山形藩の秋元志朝が上野国館林藩へ移封、館林の正春が浜松に移封する（三方領知替え）。父・正甫の醜聞以来28年ぶりに、井上家が浜松に復帰した。
この転封に際して水野家は、領民にした借金を返さないまま山形へ行こうとしたために領民が怒り、大規模な一揆を起こした。一揆は新領主の井上家が調停して鎮めた。
旧領復帰が叶った井上家ではあるが、館林からの転封に関しては治水工事の負担と財政悪化の負担を高税率で領民に押し付け、農民の逃散を多数発生させたための懲罰である、とする説もある。

### 浜松藩主として
館林から浜松への復帰は、副産物を浜松領民にもたらした。館林は関東における繊維流通の代表的な地域で、井上家が浜松藩に復帰すると浜松の名産・遠州木綿に先進地館林の機織技術が加わり、笠井綿（加西綿）として飛躍的な発展を遂げたのである。浜松木綿だけではなく、綿糸を利用した浜松織物の生産も順調に拡大した。また、藩校克明館を設置し、藩士の教育にも力を注いだ。
浜松復帰の2年後の弘化4年（1847年）死去。享年43。

## 年表
- 1805年（文化3年）10月5日、生誕
- 1820年（文政3年）陸奥棚倉藩襲封
- 1834年（天保5年）奏者番兼寺社奉行
- 1836年（天保7年）上野館林藩に転封
- 1838年（天保9年）大坂城代
- 1840年（天保11年）老中
- 1843年（天保13年）辞任
- 1845年（弘化2年）遠江浜松藩に転封
- 1847年（弘化4年）死去

## 系譜
父母
- 井上正甫（父）

正室、継室
- 阿部正精の娘（正室）
- 松平忠学の養女 ー 松平忠徳の娘（継室）
- 秋田孝季の娘（継々室）

子女
- 井上正直（四男）生母は継室
- 最上義連（五男）[5]
- 井上正信（六男）[6]
- 愛 ー 水野忠精正室、生母は継々室
- 松 ー 松平忠恕正室
- 嘉代 ー 脇坂安斐正室
- 前田利平正室